# 李璜
李璜（1895年—1991年11月15日），別名幼椿，号学钝，又号八千，男，四川成都人。中华民国政治人物，中国青年党创始人，国家主义思想家。

## 生平

### 早年
1908年李璜入成都洋务局英法文官学堂学习，年13。1914至1916年，在上海震旦学院修法语，结识曾琦、左舜生，后来的中国青年党三巨头。
1918年，李璜于北京参加少年中国学会。该会会员成份复杂，意识形态很不一致，只在新文化运动上达成共识。学会成立不久，内部便发生了分歧，成员间不乏口诛笔伐，拳脚相向。部分成员如李大钊、毛泽东对马克思主义深感兴趣并愿付诸社会主义实践。李璜等则主张国家主义，认为社会主义不合国情。1918年5月，李璜还在日本成立「留日学生救国团」并参与反对「中日军事协定」。

### 留学法国

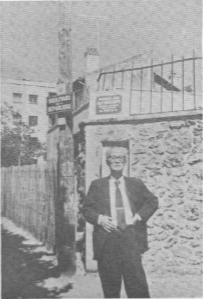
李璜在中国青年党建党地

1919年3月李璜赴法国巴黎大学留学，离别之际著《留别少年中国学会同人》，反对马列主义和俄国十月革命。
少年中国会时与马列主义的交锋，在法国延续并愈加猛烈。在此期间，李璜与曾琦等合作组织“巴黎通讯社”，在《新闻报》《先声》《中华教育界》上发表文章，反对马列，鼓吹国家主义。1923年，与曾琦编著《国家主义的教育》，正式树起了“国家主义”的旗帜，并开始组党活动。
1923年12月2日，李璜、曾琦外、还有李不韪、张子柱、何鲁之、胡国伟、黄晃、梁志尹等十二人在巴黎近郊的玫瑰城共和街举行了中国青年党建党仪式。集会通过了曾琦起草的《中国青年党党纲》、《中国青年党党章》，并发表了《中国青年党建党宣言》。李璜称其建党目的为，“见国际共产主义，因有党的组织，在国内外，皆得青年知识分子暗中趋赴，如不及早起而与之对抗，将令斯大林赤化中国诡计更易成功”。党的宗旨为对外，“以力争中华民国之独立与自由为旗帜”，对内，“以推倒祸国殃民之军阀，实现全民政治为信条。
由于这次会议人数太少，故未按党章规定选举委员长及执行委员，仅决定成立党务与宣传两组，推定曾琦为党务组主任，张子柱为宣传组主任。由于青年党势力弱，故组织名称长期保密，只以“中国国家主义青年团”的名义出现。直到1929年9月召开的第四次代表大会时始公开党名。
1924年4月20日一21日，中国青年党第一次党员大会在巴黎哲人大厅召开，李璜与会并作报告《国家主义之真谛》。大会选举了中央领导人，成立了中央领导机构。李璜当选为外务部长。

### 归国与发展
1924年9月，李璜与曾琦归国。李璜称其原因为周恩来等旅法共产党之纷纷回国，“预料国内的共产活动必日益加强，认为非跟踪追击不可”。还说:欲“抱勇士赴难以决心，准备回国与国际共产党奋斗到底”。中国青年党应该回国并“宣传国家主义与全民政治，组织青年党”。活动方针是“先行办报，从主义与政策的宣传，以吸引青年知识分子，期之三年，有了可信赖的干部同志，站住脚后，然后再将青年党公开出来，以与国共两党相周旋”。
10月10日，与曾琦、李璜、张梦九、左舜生、陈启天，余家菊等在上海创办了《醒狮》周报，反对国民党联俄容共的策略，主張以「国家主义」為中心，努力宣传国家主义。因主张“醒狮运动”，“扫除一切家内家外的小窃大盗”。因此，被社会上称为为“醒狮派”。
1925年，中国青年党中央党部于从巴黎移到上海，标志着该党的活动中心转移到国内。在这段期间，李璜前往全国各地发展党员、建立党组织，使中国青年党迅速发展。此外，李璜还促进了国家教育协会的诞生，宣扬民族性教育。
1926年8月1日，中国青年党第一次全国代表大会在上海召开，李璜出席了这次大会，并被选为中央执行委员。
1927年，李璜在上海英租界主持青年党党务，曾于张君劢合办《新路》周刊，撰发了《论中共的流寇策略》等文章，批评中国共产党领导的武装革命斗争，并在1929年创办并主持“知行学院”，做为青年党党校。
1931年，“九一八”事变后，中国青年党与中国国民党达成‘一致对外’的共识，李璜到平津和冀东一带，策动东北义勇军抗日，并与次年携各方人士捐献的14万巨款进行支援。31年12月，与马相伯、左舜生、陈启天、熊希龄、沈钧儒、黄炎培等组织中华民国国难救济会。
1933年秋，李璜回四川协助当地势力围攻川陕边界的中国工农红军。1934年9月，李璜于庐山面见蒋介石，要求蒋介石给予军事援助，并赴原中央革命根据地考察”，回川后著《江西记游》，向四川军阀宣传“七分政治，三分军事”的剿匪经验。

### 抗日
1937年抗日战争全面爆发后，李璜被聘为国防最高委员会参议。同年7月，参加「庐山谈话会」，提出制定宪法，成立民意代表机构。1938年6月至1945年4月，历任国民参政会参政员，参加在汉口举行的首次参政大会。李璜同时担任《中国日报》社社长，并主持中国青年党四川省党部。1941年3月，中国青年党参加发起组织中國民主政团同盟，由李璜任中央委员和党务委员。抗日期间，李璜同时主张“护党反共”，筹划“防范共产党活动办法”，四川青年党的机关报《第二代》创刊号提出“严厉禁止”共产党的“一切言论出版集会结社”。

### 内战
抗日战争胜利后，李璜作为中国代表团代表，赴美出席联合国大会。1946年11月，当选为制宪国民大会代表。后又参加政府改组。1947年4月23日，國民政府特任李璜為行政院政務委員，兼經濟部部長。:8340李璜未就任。同年9月，中国青年党第十一届全国代表大会在上海召开，李璜仍被选为中央执行委员会常务委员。翌年10月代理主席职务。1948年被蔣中正聘為首批總統府資政，但未就任。

### 赴台
1949年4月3日，青年黨代主席李璜在南京表示青年黨支持李宗仁之現行政策，但他對政府最近幾個月許多作為很不滿:101。李璜赴香港，后至台湾，任中国青年党主席直至逝世。1984年6月26日，蒋经国约见李璜，9月再次聘其为总统府资政。